# Special Boat Service
Special Boat Service (SBS) er en britisk militær specialenhed underlagt Royal Navy grundlagt i 1940. Special Boat Service, Special Air Service (SAS), Special Reconnaissance Regiment (SRR) og Special Forces Support Group (SFSG) er alle en del af United Kingdom Special Forces (UKSF), som er den engelske specialoperationskommando.
Enheden hed tidligere Special Boat Company (indtil 1951) og Special Boat Squadron (1974-1987).
Enheden er organiseret som en selvstændig enhed under Royal Marines og deler base med 1 Assault Group Royal Marines og British Army's 148 Command Forward Observation Battery ved Royal Marines Poole i Poole.
Deres motto er "By Strength and Guile".
De rekrutterer primært fra Royal Marines Commandos.